# Tingstäde landskommun
Tingstäde landskommun var en kommun på Gotland.

## Administrativ historik
Denna landskommun inrättade i Tingstäde socken när de svenska kommunalförordningarna trädde i kraft 1863. 
Vid kommunreformen 1952 sammanslogs den med de tidigare kommunerna Bro landskommun, Bäls landskommun, Fole landskommun, Hejnums landskommun, Lokrume landskommun, Lummelunda landskommun, Martebo landskommun, Stenkyrka landskommun och Väskinde landskommun.
Landskommunens gränser ändrades flera gånger (årtal avser den 1 januari det året om inget annat anges):
- 1956 - Från Tingstäde landskommun och Bäls församling överfördes till Slite köping och Boge församling ett obebott område omfattande en areal av 0,48 kvadratkilometer, varav allt land.[2]
- 1962 - Från Tingstäde landskommun och Tingstäde församling överfördes till Lärbro landskommun och Hangvars församling ett obebott område omfattande en areal av 1,08 kvadratkilometer land.[3]
- 1963 - Till Tingstäde landskommun och Tingstäde församling överfördes från Lärbro landskommun och Lärbro församling ett obebott område omfattande en areal av 0,02 kvadratkilometer land.[3]
- 1964 - Från Tingstäde landskommun och Hejnums församling överfördes till Dalhems landskommun och Källunge församling ett obebott område omfattande en areal av 0,10 kvadratkilometer land.[3]
- 1964 - Från Tingstäde landskommun och Stenkyrka församling överfördes till Lärbro landskommun och Hangvars församling ett obebott område omfattande en areal av 0,17 kvadratkilometer land.[3]
- 1964 - Till Tingstäde landskommun och Bro församling överfördes från Romaklosters landskommun och Follingbo församling ett obebott område omfattande en areal av 0,05 kvadratkilometer land.[3]
- 1965 - Från Tingstäde landskommun och Fole församling överfördes till Romaklosters landskommun och Endre församling ett obebott område omfattande en areal av 0,06 kvadratkilometer land.[3]

Den 1 januari 1971 bildades Gotlands kommun, varvid denna, liksom öns övriga kommuner och Gotlands läns landsting, upplöstes. När Tingstäde landskommun upplöstes hade den 2 925 invånare.
Kommunkoden 1952-1970 var 0903.

### Kyrklig tillhörighet
I kyrkligt hänseende tillhörde landskommunen först Tingstäde församling. Vid kommunreformen 1 januari 1952 tillkom församlingarna Bro, Bäl, Fole, Hejnum, Lokrume, Lummelunda, Martebo, Stenkyrka och Väskinde.

## Geografi
Tingstäde landskommun omfattade den 1 januari 1952 en areal av 345,44 km², varav 340,60 km² land.

### Tätorter i kommunen 1960
I Tingstäde landskommun fanns den 1 november 1960 ingen tätort. Tätortsgraden i kommunen var då alltså 0,0 procent.

## Näringsliv
Vid folkräkningen den 31 december 1950 var huvudnäringen för landskommunens (med 1952 års gränser) befolkning uppdelad på följande sätt:
- 65,6 procent av befolkningen levde av jordbruk med binäringar
- 15,1 procent av industri och hantverk
- 6,4 procent av offentliga tjänster m.m.
- 5,1 procent av samfärdsel
- 3,5 procent av handel
- 2,5 procent av husligt arbete
- 1,7 procent av ospecificerad verksamhet.

Av den förvärvsarbetande befolkningen (1 599 personer) jobbade bland annat 61,6 procent med jordbruk med binäringar. 114 av förvärvsarbetarna (7,1 procent) hade sin arbetsplats utanför landskommunen.

## Befolkningsutveckling
Befolkningsutveckling i Tingstäde landskommun 1870-1960

Stapeln för 1950 avser kommunens gränser efter reformen 1952.

## Politik

### Andrakammarval 1952-1968
Siffrorna är avrundade så summan kan vara en annan än 100.
| Parti          | 1952  | 1956  | 1958  | 1960  | 1964  | 1968  |
| -------------- | ----- | ----- | ----- | ----- | ----- | ----- |
| H              | 10,6  | 11,1  | 10,3  | 10,2  | 8,0   | 8,6   |
| C              | 49,6  | 48,7  | 59,4  | 57,1  | *     | *     |
| F              | 10,9  | 11,9  | 6,2   | 5,5   | *     | *     |
| KDS            | *     | *     | *     | *     | *     | 0,7   |
| MP             | *     | *     | *     | *     | 62,8  | 61,3  |
| S              | 28,8  | 27,9  | 24,1  | 26,7  | 29,2  | 29,4  |
| VPK            | 0,1   | 0,3   | *     | 0,5   | *     | *     |
| Giltiga röster | 2 054 | 1 908 | 1 890 | 1 946 | 1 851 | 1 888 |

### Mandatfördelning i valen 1950-1966
| 10 | 20 | 2 | 3 |

| 34 |

| 10 | 19 | 2 | 4 |

| 33 |

| 9 | 20 | 2 | 4 |

| 34 |

| 9 | 21 | 2 | 3 |

| 33 |

| 9 | 20 | 3 | 3 |

| 33 |